# میر فرانسیس نیمکوف
میر فرانسیس نیمکوف (۱۹۰۴–۱۹۶۵) جامعه‌شناس آمریکایی و استاد دانشگاه بوستون بود. او سردبیر مجله ازدواج و زندگی خانوادگی (در حال حاضر مجله ازدواج و خانواده) بود.